# Epinicium restifer
Epinicium restifer är en snäckart som beskrevs av Tom Iredale 1939. Epinicium restifer ingår i släktet Epinicium och familjen Charopidae. Inga underarter finns listade i Catalogue of Life.